# Palacio de Celle
El Palacio de Celle (del alemán: Schloss Celle) en la población alemana de Celle, Baja Sajonia, era una de las residencias de la Casa de Brunswick-Luneburgo. Esta construcción de cuatro alas es el mayor palacio en la región meridional del Brezal de Luneburgo.

## Historia

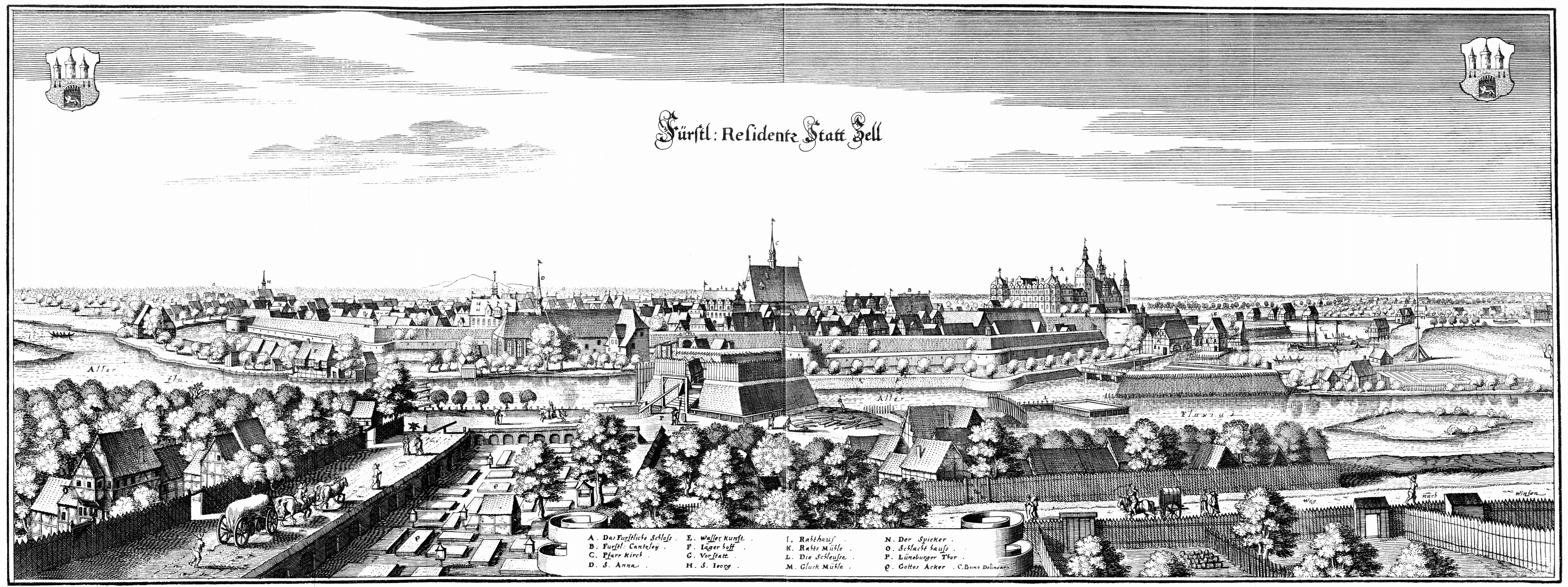
Celle con su palacio (derecha) en un grabado de Matthäus Merian, 1654.

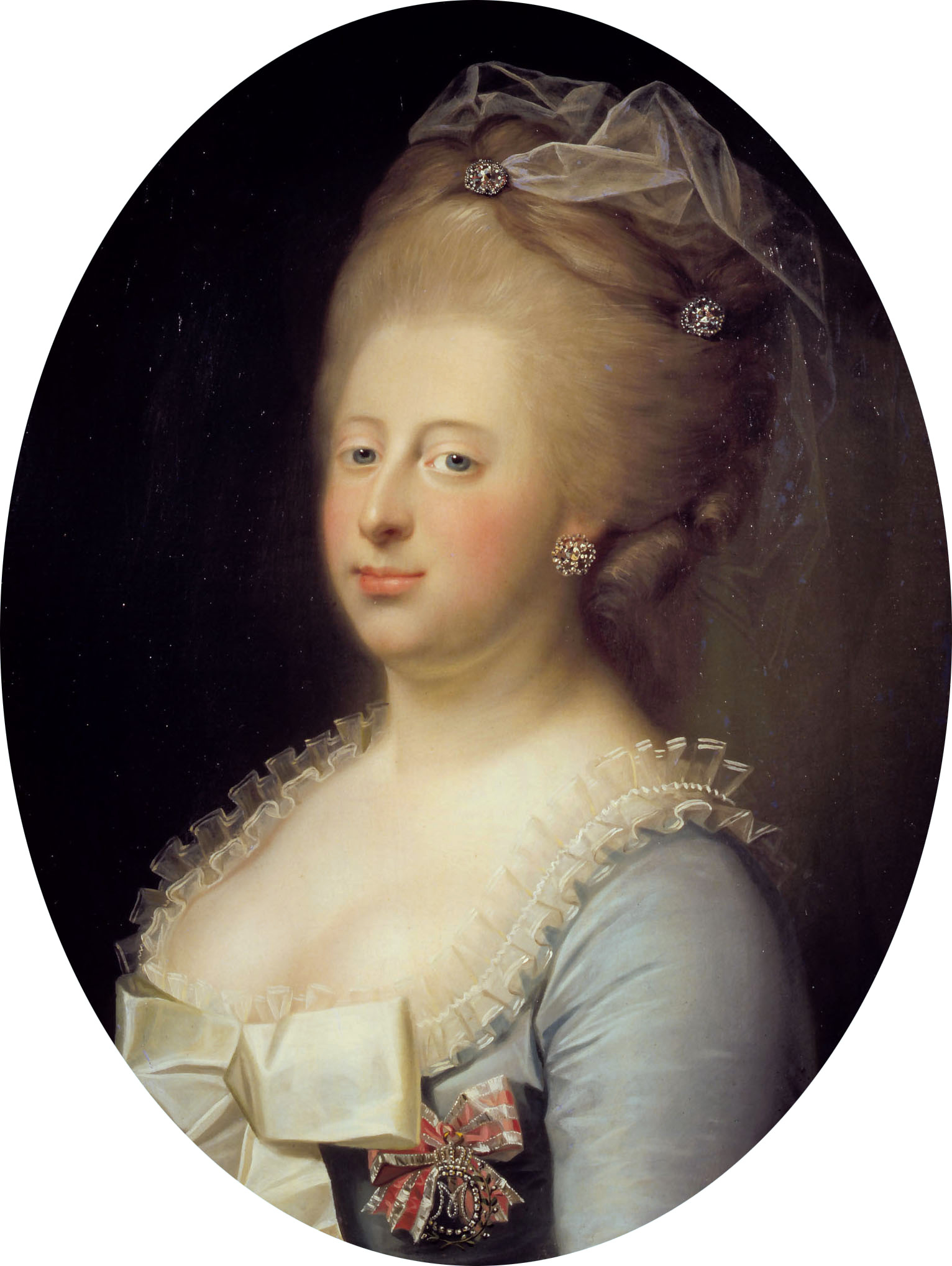
Carolina Matilde, quien fue desterrada y vivió en el palacio de Celle; pintura de 1771.

El palacio de Celle tiene su origen en una torre fortificada (Wehrturm) con el carácter de un castillo con foso, que guardaba un vado en el río Aller. Esta primera fortificación, llamada Kellu, fue construida por un conde Brunonen alrededor del año 980. Otro precursor del castillo, que pudo haber sido una ampliación de la torre fortificada, fue fundamentada en 1292 por Otón el Estricto. La bóveda del sótano y las plantas inferiores de la torre de vigilancia han sobrevivido hasta nuestros días. Sus ruinas se encuentran por debajo del teatro del palacio. El actual Castrum Celle fue registrado por primera vez en torno a 1315. Como consecuencia de la Guerra de Sucesión de Luneburgo, los duques de Brunwick-Luneburgo trasladaron en 1378 su Residenz desde Luneburgo a Celle y empezaron la transformación del castillo medieval (Burg), entonces rodeado de fosos y terraplenes, en un edificio palaciego. Un siglo más tarde fue ampliado de nuevo por Federico el Piadoso en 1471-1478, consagrándose la capilla del palacio en 1485. Ernesto I El Confesor mandó que el palacio fuera decorado en 1530 en estilo renacentista. Entre 1520 y 1560, las defensas, en forma de murallas y bastiones, fueron desplazadas más lejos. En aquel entonces, el castillo era típico de su época: un edificio de cuatro alas con patio interior rectangular, torres macizas en las esquinas, una gran torre principal y elementos característicos del Renacimiento del Weser.
Desde 1670 en adelante, las modificaciones en el castillo fueron llevadas a cabo por el duque Jorge Guillermo, con la intención de transformar la vieja sede renacentista en una Residenz (residencia) contemporánea. Jorge Guillermo era un entusiasta de la construcción arquitectónica, característica de los príncipes de su tiempo, y volvió a introducir nuevos cambios que pretendían recordar el tiempo pasado en Italia. Las fachadas, que fueron copiadas de edificios venecianos, recibieron entonces su apariencia actual. Son notables la corona de frontones que bordean los tejados y la forma inusual de las cúpulas de remate de las torres. La adición del teatro del palacio y los salones barrocos son de ese periodo.
A la muerte de Jorge Guillermo en 1705 terminó el gobierno absolutista de los duques. El principado de Luneburgo pasó, por consiguiente, junto con el principado de Calenberg, al reino de Hanóver. El palacio perdió su significado político y permaneció vacío largo tiempo. A partir de 1772 fue ocupado por la reina danesa, británica de nacimiento, Carolina Matilde, la hija de Federico Luis, príncipe de Gales, quien había sido desterrada a Celle a consecuencia de su affaire con Johann Friedrich Struensee de Copenhague. La infeliz reina solo vivió en la corte de Celle hasta 1775, cuando murió a edad relativamente joven de escarlatina.
En el siglo XIX el palacio fue utilizado ocasionalmente por la Casa real de Hanóver como residencia de verano. Por ello, Georg Ludwig Friedrich Laves realizó varias modificaciones interiores entre 1839 y 1840. Durante la I Guerra Mundial sirvió como prisión para oficiales (Offizierslager u Oflag) por el Ejército alemán.

### El palacio en la actualidad

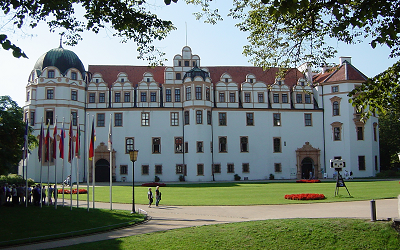
La fachada del palacio que mira al centro antiguo de Celle (Altstadt).

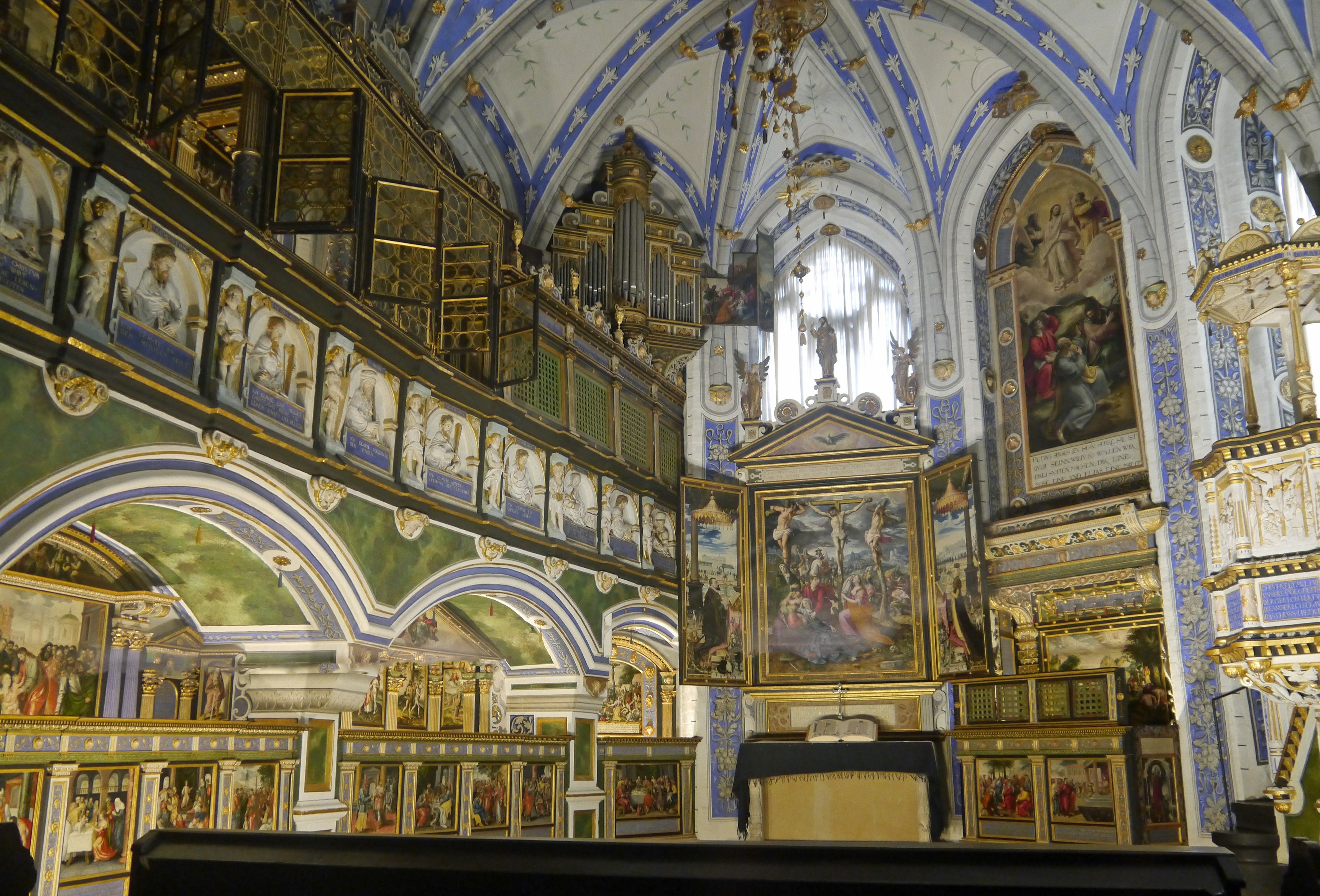
Interior de la iglesia

El palacio todavía tiene variedad de salas y habitaciones que se remontan a diferentes periodos. La capilla de la corte fue convertida para el culto luterano después de la Reforma Protestante y se ha conservado casi sin cambios con su arquitectura renacentista. Los salones de estilo barroco fueron creados durante el gobierno de Jorge Guillermo y también se han conservado. El salón gótico alberga constantes exhibiciones cambiantes y el ala oriental es una sección del Museo Bomann de Celle, que está dedicado a la historia del reino de Hanóver. Las salas históricas y la capilla del palacio, restauradas entre 1978 y 1981, pueden ser visitadas como parte de un tour guiado.

## Teatro del palacio
El teatro de la corte en el palacio (Schlosstheater Celle) bien merece ser visitado por ser uno de los teatros conservados más antiguos de su tiempo y uno de los pocos teatros barrocos en el norte de Alemania. Todavía tiene su propia compañía de teatro.
El actual fue construido a instancias del duque Jorge Guillermo, quien antes de subir al poder pasó algún tiempo en Venecia y llegó a conocer la ópera italiana mientras estuvo ahí. Las obras empezaron en 1670 y terminaron en gran parte en 1675. El duque hospedó una sucesión de compañías de teatro, que el había contratado, por ejemplo, de Francia, Italia y también de la cercana Hanóver. A la muerte del duque, el teatro dejó de funcionar hasta la corta estancia de Carolina Matilde, para quien se agregó una segunda galería. El teatro fue concebido para el placer de la corte y nunca hubo la intención de abrirlo al público, aunque se autorizó un moderado grado de acceso a las actuaciones a finales del siglo XVIII. El teatro fue utilizado con regularidad hasta finales del siglo XIX, pero fue cerrado en 1890 y cayó en desuso. En 1935 fue objeto de una profunda renovación.

## Parques del palacio

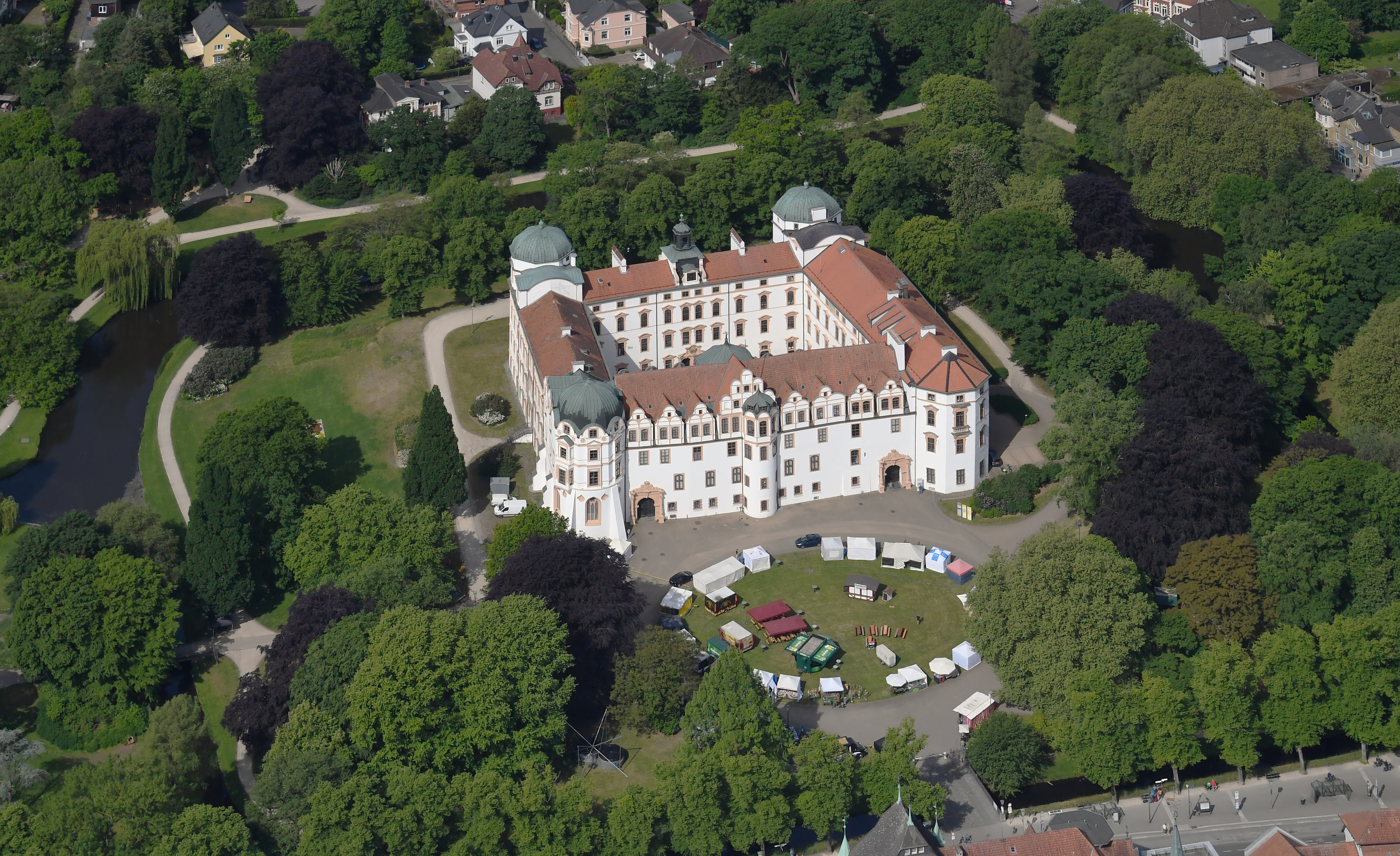
Vista aérea del Palacio de Celle y sus jardines.

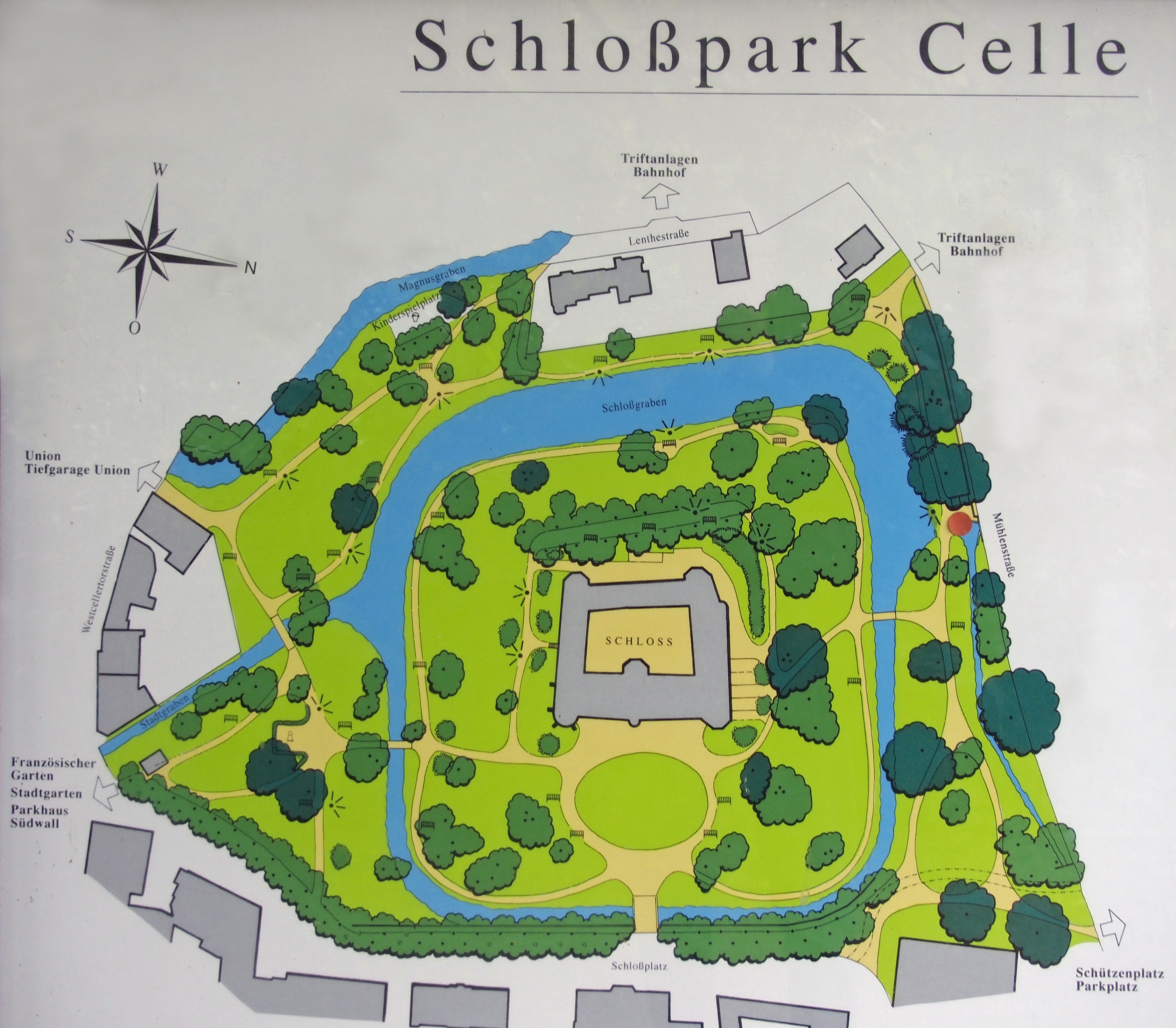
Mapa del palacio y los jardines.

Debido a que el castillo nunca fue utilizado con un propósito militar, entre 1785-1802 los bastiones exteriores fueron desmantelados y sirvieron para rellenar los que una vez fueron anchos y profundos fosos del castillo. En 1826 se instalaron jardines en la vecindad del palacio mediante la nivelación y eliminación de los terraplenes defensivos. En su lugar, se plantaron árboles, arbustos y césped. En el siglo XIX se diseñó un jardín paisajístico en las inmediaciones. Debido a que parte del parque había servido para una construcción residencial en torno a 1900, el parque retuvo una superficie de alrededor de 7 hectáreas. El palacio todavía se asienta sobre una isla, en la actualidad rodeada por un foso.
Fuera del cinturón defensivo, pero no lejos del palacio, Jorge Guillermo tenía el Jardín Francés ("Französischer Garten"), un parque barroco diseñado con líneas francesas, dispuesto a finales del siglo XVII. Este fue convertido luego en un jardín inglés, pero el antiguo estilo barroco todavía puede descubrirse en ciertas zonas del parque.